# 566-й военно-транспортный авиационный полк
566-й военно-транспортный авиационный Солнечногорский Краснознаменный ордена Кутузова полк (566-й втап) — авиационный полк Воздушно-космических сил РФ, единственное воинское формирование России, имеющее на вооружении тяжёлые транспортные самолёты Ан-124 «Руслан».

## История наименований
- 566-й штурмовой авиационный полк (07.09.1941)[2];
- 566-й штурмовой авиационный Солнечногорский полк (04.05.1943)[2];
- 566-й штурмовой авиационный Солнечногорский Краснознамённый полк (14.11.1944)[2];
- 566-й штурмовой авиационный Солнечногорский Краснознамённый ордена Кутузова полк (26.04.1945)[2];
- 566-й транспортный авиационный Солнечногорский Краснознамённый ордена Кутузова полк (01.08.1946)[2];
- 566-й военно-транспортный авиационный Солнечногорский Краснознамённый ордена Кутузова полк (12.10.1955)[2];
- Войсковая часть (Полевая почта) 64223[2].

## История

### Формирование и боевой путь в Великой Отечественной войне
566-й штурмовой авиационный полк был сформирован в Воронеже 7 сентября 1941 года под командованием майора А. Н. Дачанидзе и комплектовался штурмовиками Ил-2 производства Воронежского авиационного завода. В конце ноября 1941 года полк принял боевое крещение в Битве за Москву, штурмуя наступающие немецкие подразделения. С 27 ноября по 12 декабря 1941 года полк совершил 190 успешных боевых вылетов в боях за освобождение города Солнечногорска. Приказом Наркома обороны от 04 мая 1943 года № 207 за эти бои полк получил почётное наименование «Солнечногорский».
До 13 марта 1942 года полк располагался на аэродроме Инютино. Боевой состав на 10 марта 1942 года: 20 самолётов Ил-2, из них 6 исправных на колёсах и 14 неисправных на лыжах. Лётчиков 14 человек. 13 марта 1942 года полк переведён на аэродром Адуево. В 1942 году полк воевал на Западном фронте в составе 224 шад в районах Юхнова, Людиново, Болхова, Жиздры.
В конце мая 1943 года полк, имея в своём составе 18 самолётов Ил-2 (1 - неисправный), переведён на аэродром Песоченский. В 1943 году участвовал в Орловско-Брянской наступательной операции. В ожидании начала наступления, участвовал в массированных налётах на Брянский аэроузел, занимаемый в то время вражеской авиацией.
В 1944 году воевал в Карелии и под Выборгом, затем прорывал блокаду Ленинграда, где понёс наиболее тяжёлые потери в своей истории. Освобождал Эстонию, наступал в Восточную Пруссию. Особо отличились лётчики полка при штурме немецкой обороны в городах Браунсберг, Кёнигсберг, Хайльгенбайль, Розенберг. 14 ноября 1944 года за бои в Восточной Пруссии 566-й шап был награждён орденом Красного Знамени, а 26 апреля 1945 года за бои над Браунсбергом полк наградили орденом Кутузова III степени.
9 мая 1945 года полк встретил в Восточной Пруссии. Всего за годы войны был совершён 5771 боевой вылет с налетом 6068 часов, по официальным данным в них уничтожено 485 танков и САУ, 3550 грузовых автомобилей, 194 вагона и цистерны, 134 самолёта, около 10 полков пехоты, 57 складов горючего и боеприпасов, 118 блиндажей и долговременных огневых точек, 72 артбатареи, 395 миномётных батарей, 188 зенитных батарей. Проведено 13 штурмовых ударов по аэродромам противника и 73 воздушных боя. Свои потери составили: самолёты — 135, летчики — 94. Награждено орденами и медалями 335 человек.

### Командиры полка
- 7 сентября 1941—1942, майор Дачанидзе Александр Николаевич
- 17 апреля 1942 — март 1944: полковник Смирнов, Алексей Андреевич
- 10 марта 1944 — май 1945: подполковник Домущей Николай Кузьмич

## Участие в операциях и битвах
- Битва за Москву
- Битва за Ленинград:

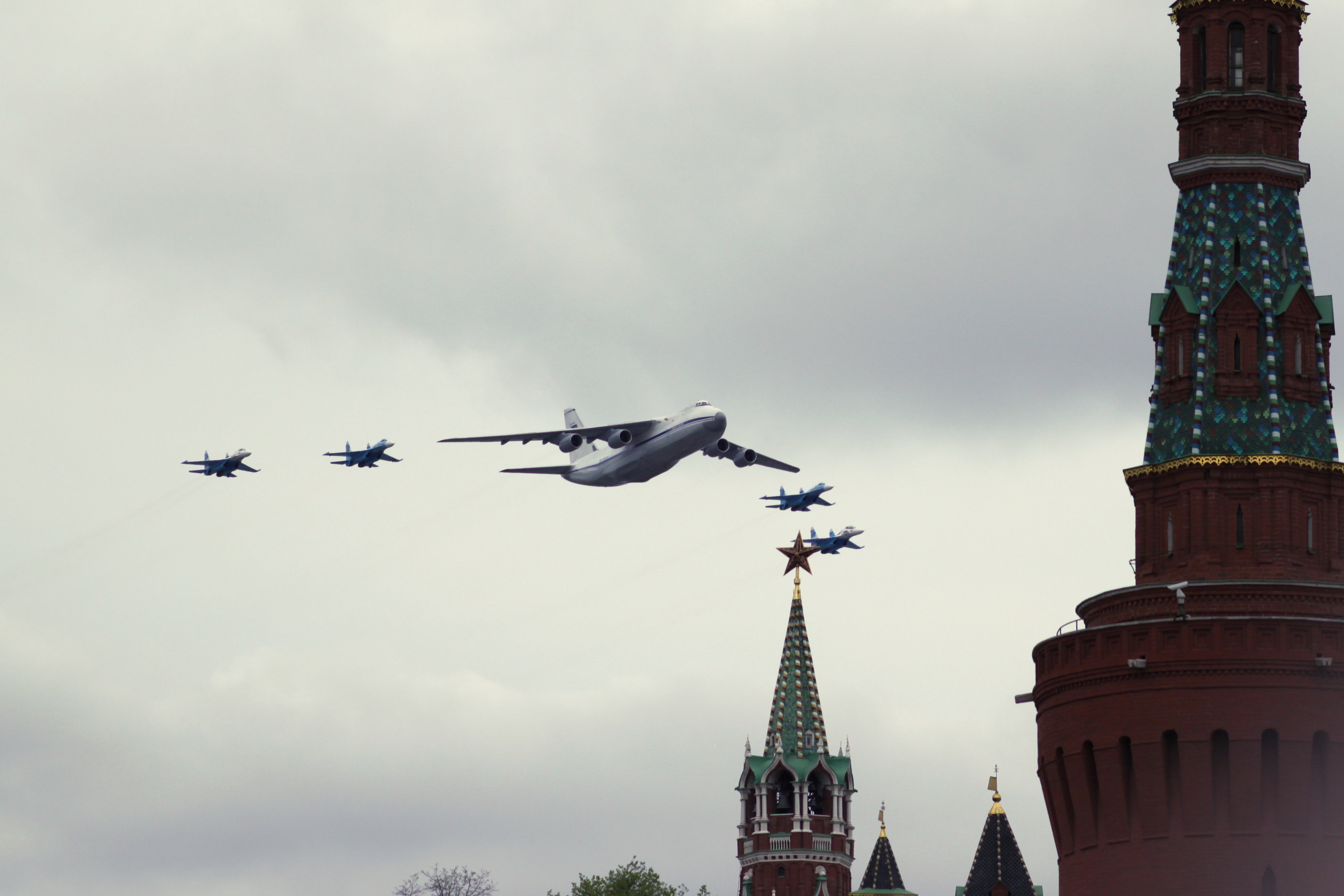
Самолёт полка Ан-124 (RA-82028) на воздушном параде в Москве над Красной площадью, 2010 год

  - Новгородско-Лужская операция — с 14 января 1944 года по 15 февраля 1944 года.
  - Ленинградско-Новгородская операция — с 14 января 1944 года по 1 марта 1944 года.
  - Красносельско-Ропшинская операция — с 14 по 30 января 1944 года.
- Выборгско-Петрозаводская операция:
  - Выборгская операция — с 10 по 20 июня 1944 года.
  - Свирско-Петрозаводская операция — с 21 по 22 июня 1944 года.
- Нарвская операция — с 24 по 30 июля 1944 года.
- Прибалтийская операция — с 14 сентября 1944 года по 24 ноября 1944 года.
  - Мемельская операция — с 5 по 22 октября 1944 года.
- Восточно-Прусская операция — с 13 января 1945 года по 25 апреля 1945 года.
  - Инстербургско-Кёнигсбергская операция — с 13 по 27 января 1945 года.
  - Кенигсбергская операция — с 6 по 9 апреля 1945 года.
  - Земландская операция — с 13 по 25 апреля 1945 года.

## Послевоенный период
После войны 566-й штурмовой авиационный полк был дислоцирован в Раквере, Эстония. С 1 августа 1946 года его переформировали в 566-й авиационно-транспортный полк в составе десантно-транспортной авиации воздушно-десантных войск. В 1947 году перебазировался в Выползово Тверской области. В 1948 году полк оказывал помощь пострадавшим от Ашхабадского землетрясения.
В 1956 году полк передан воздушно-транспортной авиации и перебазирован на аэродром Сеща в Брянской области.
Силами полка осуществлялись перевозки в Объединённую Арабскую Республику, Анголу, Эфиопию, Ирак, Ливию, Чехословакию и Сирию. Полк снабжал советские войска в Афганистане, оказывал помощь пострадавшим в землетрясении в Армении, участвовал в выводе ГСВГ. В силу наличия уникальной техники Ан-124 566 втап под флагом 224-го лётного отряда выполняли военные перевозки по соглашениям между Российской Федерацией и другими странами, как например в ходе операции «Сервал» и Операции НАТО в Афганистане.
«Русланы» полка неоднократно участвовали в воздушных парадах на Красной площади.
В начале 2010-х годов полк расформировывался, но в 2014 году был восстановлен в прежнем составе.

## Почетные наименования
- 566-му штурмовому авиационному полку за отличия в боях при защите города Москвы Приказом НКО № 207 от 4 мая 1943 года присвоено почётное наименование «Солнечногорский».

## Награды полка
- 566-й штурмовой авиационный Солнечногорский полк за образцовое выполнение заданий командования в боях при прорыве обороны немцев и вторжении в пределы Восточной Пруссии и проявленные при этом доблесть и мужество Указом Президиума Верховного Совета СССР от 14 ноября 1944 года награждён орденом Красного Знамени[7].
- 566-й штурмовой авиационный Солнечногорский Краснознамённый полк за образцовое выполнение заданий командования в боях с немецкими захватчиками при овладении городом Браунсберг и проявленные при этом доблесть и мужество Указом Президиума Верховного Совета СССР от 26 апреля 1945 года награждён орденом Кутузова III степени[8].

## Отличившиеся воины полка
За годы войны 12 лётчиков полка были удостоены звания Героя Советского Союза, в том числе один дважды, ещё один лётчик стал полным кавалером Ордена Славы.
- Мыхлик, Василий Ильич, заместитель командира авиаэскадрильи 566-го штурмового авиационного полка (277-я штурмовая авиационная дивизия. 13-я воздушная армия, Ленинградский фронт), старший лейтенант; командир авиаэскадрильи 566-го штурмового авиационного полка (277-я штурмовая авиационная дивизия, 1-я воздушная армия, 3-й Белорусский фронт), капитан, удостоен звания дважды Герой Советского Союза: Золотая звезда № 5936 (23.02.1945), Золотая звезда № 75 (	29.06.1945).
- Артемьев, Александр Алексеевич, командир эскадрильи 566-го штурмового авиационного полка (277-я штурмовая авиационная дивизия, 1-я воздушная армия, 3-й Белорусский фронт), старший лейтенант, удостоен звания Герой Советского Союза Указом Президиума Верховного Совета СССР от 19 апреля 1945 года. Золотая звезда № 6223.
- Касьянов, Николай Георгиевич, старший воздушный стрелок 566-го штурмового авиационного полка (277-я штурмовая авиационная дивизия, 1-я воздушная армия, 3-й Белорусский фронт), старшина (на момент представления к награждению орденом Славы 1-й степени). полный кавалер ордена Славы.
- Константинова, Тамара Фёдоровна, штурман эскадрильи 566-го штурмового авиационного полка 277-й штурмовой авиационной дивизии 1-й воздушной армии 3-го Белорусского фронта, лейтенант. Удостоена звания Герой Советского Союза Указом Президиума Верховного Совета СССР от 29 июня 1945 года. Золотая звезда № 6355.
- Корчагин, Лев Павлович, командир эскадрильи 566-го штурмового авиационного Солнечногорского Краснознамённого полка 277-й штурмовой авиационной Красносельской Краснознамённой ордена Суворова дивизии 1-й воздушной армии 3-го Белорусского фронта, капитан, удостоен звания Герой Советского Союза Указом Президиума Верховного Совета СССР от 19 апреля 1945 года. Золотая звезда № 6125.
- Макеров, Леонид Николаевич, помощник командира 943-го штурмового авиационного полка по воздушно-стрелковой службе 277-й штурмовой авиационной дивизии 1-й воздушной армии 3-го Белорусского фронта, капитан. До июня 1944 года воевал в полку. Удостоен звания Герой Советского Союза Указом Президиума Верховного Совета СССР от 19 апреля 1945 года. Золотая звезда № 6119.
- Мачнев, Афанасий Гаврилович, командир эскадрильи 566-го штурмового авиационного полка 224-й штурмовой авиационной дивизии 1-й воздушной армии Западного фронта, старший лейтенант. Удостоен звания Герой Советского Союза Указом Президиума Верховного Совета СССР от 24 августа 1943 года. Золотая звезда № 1079.
- Миленький, Иван Андреевич, старший воздушный стрелок 566-го штурмового авиационного Солнечногорского Краснознаменного ордена Кутузова полка 277-й штурмовой авиационной дивизии 1-й воздушной армии 3-го Белорусского фронта, старшина. Удостоен звания Герой Советского Союза Указом Президиума Верховного Совета СССР от 29 июня 1945 года. Золотая звезда № 7508.
- Обелов, Лев Васильевич, командир эскадрильи 566-го штурмового авиационного полка 277-й штурмовой авиационной дивизии 1-й воздушной армии 3-го Белорусского фронта, старший лейтенант. Удостоен звания Герой Советского Союза Указом Президиума Верховного Совета СССР от 19 апреля 1945 года. Золотая звезда № 6207.
- Степанов, Николай Никитович, штурман эскадрильи 566-го штурмового авиационного Солнечногорского Краснознаменного ордена Кутузова полка 277-й штурмовой авиационной дивизии 1-й воздушной армии 3-го Белорусского фронта, капитан. Удостоен звания Герой Советского Союза Указом Президиума Верховного Совета СССР от 29 июня 1945 года. Золотая звезда № 8006.
- Таранчиев, Исмаилбек, лётчик 566-го штурмового авиационного полка 277-й штурмовой авиационной дивизии 13-й воздушной армии Ленинградского фронта, младший лейтенант. Удостоен звания Герой Советского Союза Указом Президента СССР от 5 мая 1991 года посмертно. Родственникам Героя были вручены орден Ленина и медаль «Золотая Звезда» (№ 11648). Совершил огненный таран.
- Чекин, Борис Сергеевич, заместитель командира эскадрильи 566-го штурмового авиационного полка 277-й штурмовой авиационной дивизии 1-й воздушной армии 3-го Белорусского фронта, лейтенант. Удостоен звания Герой Советского Союза Указом Президиума Верховного Совета СССР от 19 апреля 1945 года. Золотая звезда № 6141.
- Шевченко, Пётр Григорьевич, командир звена 566-го штурмового авиационного Солнечногорского полка 277-й штурмовой авиационной дивизии 13-й воздушной армии Ленинградского фронта, лейтенант. Указом Президиума Верховного Совета СССР от 23 февраля 1945 года за мужество и героизм, проявленные в нанесении штурмовых ударов по противнику присвоено звание Герой Советского Союза посмертно.

## Благодарности Верховного Главнокомандующего
Воинам полка в составе 277-й штурмовой дивизии объявлены благодарности Верховного Главнокомандующего:
- За отличия в боях при прорыве обороны противника на Карельском перешейке севернее города Ленинград и овладение городом и крупной железнодорожной станцией Териоки, важным опорным пунктом обороны противника Яппиля и занятии свыше 80 других населенных пунктов[9].
- За прорыв линии Маннергейма, преодоление сопротивления противника на внешнем и внутреннем обводах Выборгского укрепленного района и овладение штурмом городом и крепостью Выборг[10].
- За отличие в боях при овладели штурмом городом и крепостью Нарва — важным укрепленным районом обороны немцев, прикрывающим пути в Эстонию[11].
- За отличие в боях при прорыве сильно укрепленной обороны противника севернее города Тарту, освобождении более 1500 населенных пунктов[12].
- За отличие в боях при овладении столицей Эстонской ССР городом Таллин (Ревель) — важной военно-морской базой и крупным портом на Балтийском море[13].
- За отличие в боях при овладении городом Пярну (Пернов) — важным портом в Рижском заливе[14].
- За отличие в боях при овладении мощными опорными пунктами обороны противника — Ширвиндт, Наумиестис (Владиславов), Виллюнен, Вирбалис (Вержболово), Кибартай (Кибарты), Эйдткунен, Шталлупенен, Миллюнен, Вальтеркемен, Пиллюпенен, Виштынец, Мелькемен, Роминтен, Гросс Роминтен, Вижайны, Шитткемен, Пшеросьль, Гольдап, Филипув, Сувалки и занятиим около 900 других населенных пунктов, из которых более 400 населенных пунктов на территории Восточной Пруссии[15].
- За отличие в боях при овладении городами Восточной Пруссии Тильзит, Гросс-Скайсгиррен, Ауловенен, Жиллен и Каукемен — важными узлами коммуникаций и сильными опорными пунктами обороны немцев на кенигсбергском направлении[16].
- За отличие в боях при овладении городами в Восточной Пруссии городом Гумбиннен — важным узлом коммуникаций и сильным опорным пунктом обороны немцев на кенигсбергском направлении[17].
- За отличие в боях при овладении городом Инстербург — важным узлом коммуникаций и мощным укрепленным районом обороны немцев на путях к Кенигсбергу[18].
- За отличие в боях при овладении штурмомо городами Вормдит и Мельзак — важными узлами коммуникаций и сильными опорными пунктами обороны немцев[19].
- За отличие в боях при овладении городом Браунсберг — сильным опорным пунктом обороны немцев на побережье залива Фриш-Гаф[20].
- За отличие в боях при овладении городом Хайлигенбайль — последним опорным пунктом обороны немцев на побережье залива Фриш-Гаф, юго-западнее Кёнигсберга[21].
- За отличие в боях при разгроме и завершении ликвидации окруженной восточно-прусской группы немецких войск юго-западнее Кёнигсберга[22].
- За овладение крепостью и главным городом Восточной Пруссии Кёнигсберг — стратегически важным узлом обороны немцев на Балтийском море[23].
- За овладение последним опорным пунктом обороны немцев на Земландском полуострове городом и крепостью Пиллау — крупным портом и военно-морской базой немцев на Балтийском море[24].

## Вооружение полка
566-й штурмовой авиаполк прошёл всю войну на штурмовиках Ил-2. В 1946 году при переформировании в военно-транспортный полк десантной авиации переоснащён самолётами Ли-2. С 1948 года получал Ил-12 и десантные планеры Ц-25. В 1956 году принял на вооружение десантные самолёты Ту-4Д, с 1959 года — Ан-12, с 1970 года — Ан-22. С 1987 года оснащался Ан-124.
По состоянию на 2020 год полк оснащён тяжёлыми транспортными самолётами Ан-124 «Руслан».
| Серийный номер | Бортовой номер | Заводской номер | Год постройки | Владелец                       | Статус                                        |
| -------------- | -------------- | --------------- | ------------- | ------------------------------ | --------------------------------------------- |
| 01-04          | RA-82006       | 19530501004     | 1986          | Военно-транспортная авиация РФ | На хранение в Сеща                            |
| 01-09          | RA-82010       | 9773053616017   | 1986          | Военно-транспортная авиация РФ | В летном состоянии, Ан-124-100                |
| 01-10          | RF-82011       | 9773054616023   | 1987          | Военно-транспортная авиация РФ | В летном состоянии, Ан-124-100 «Олег Антонов» |
| 02-01          | RA-82020       | 19530502001     | 1987          | Военно-транспортная авиация РФ | На хранение в Сеща                            |
| 02-02          | RA-82021       | 19530502002     | 1987          | Военно-транспортная авиация РФ | На хранение в Сеща                            |
| 02-03          | RA-82022       | 19530502003     | 1987          | Военно-транспортная авиация РФ | На хранение в Сеща                            |
| 02-04          | RA-82023       | 19530502012     | 1988          | Военно-транспортная авиация РФ | На хранение в Сеща                            |
| 02-05          | RA-82024       | 19530502033     | 1989          | Военно-транспортная авиация РФ | На хранение в Сеща                            |
| 02-06          | RA-82025       | 19530502106     | 1988          | Военно-транспортная авиация РФ | На хранение в Сеща                            |
| 02-09          | RA-82028       | 19530502599     | 1991          | Военно-транспортная авиация РФ | На хранение в Сеща                            |
| 05-01          | RA-82012       | 9773052732028   | 1987          | Военно-транспортная авиация РФ | На хранение в Сеща                            |
| 05-02          | RA-82013       | 9773053732033   | 1987          | Военно-транспортная авиация РФ | В летном состоянии, Ан-124-100                |
| 05-03          | RA-82014       | 9773054732039   | 1987          | Военно-транспортная авиация РФ | В летном состоянии, Ан-124-100                |
| 05-04          | RA-82030       | 9773054732045   | 1987          | Военно-транспортная авиация РФ | В летном состоянии, Ан-124-100                |
| 05-05          | RA-82031       | 9773051832049   | 1988          | Военно-транспортная авиация РФ | На хранение в Сеща                            |
| 05-06          | RF-82032       | 9773052832051   | 1988          | Военно-транспортная авиация РФ | В летном состоянии, Ан-124-100                |
| 05-08          | RA-82034       | 9773053832057   | 1988          | Военно-транспортная авиация РФ | На хранение в Сеща                            |
| 05-09          | RA-82035       | 9773054832061   | 1988          | Военно-транспортная авиация РФ | В летном состоянии, Ан-124-100                |
| 05-10          | RA-82036       | 9773054832068   | 1988          | Военно-транспортная авиация РФ | На хранение в Сеща                            |
| 06-01          | RA-82037       | 9773052955071   | 1989          | Военно-транспортная авиация РФ | В летном состоянии, Ан-124-100                |
| 06-02          | RA-82038       | 9773054955077   | 1989          | Военно-транспортная авиация РФ | В летном состоянии, Ан-124-100                |
| 06-03          | RA-82039       | 9773052055082   | 1990          | Военно-транспортная авиация РФ | В летном состоянии, Ан-124-100                |
| 06-04          | RA-82040       | 9773053055086   | 1990          | Военно-транспортная авиация РФ | В летном состоянии, Ан-124-100                |
| 07-04          | RA-82071       | 977305435913?   | 1993          | Военно-транспортная авиация РФ | Разбился 06.12.1997                           |

## Воины полка, совершившие огненный таран
18 марта 1944 года экипаж в составе командира экипажа лётчика 566-го штурмового авиационного полка младшего лейтенанта Таранчиева Исмаилбека и стрелка-радиста младшего сержанта Ткачёва Алексея Ивановича совершили огненный таран. Таранчиев Исмаилбек 29 апреля 1944 года посмертно награждён орденом Отечественной войны I степени. 5 мая 1991 года удостоен звания Герой Советского Союза. Стрелок-радист Ткачёв Алексей Иванович не награждён.